# Liste der Kulturdenkmäler in Breitscheid (Hunsrück)
In der Liste der Kulturdenkmäler in Breitscheid sind alle Kulturdenkmäler der rheinland-pfälzischen Ortsgemeinde Breitscheid aufgeführt. Grundlage ist die Denkmalliste des Landes Rheinland-Pfalz (Stand: 3. April 2024).

## Einzeldenkmäler
| Bezeichnung | Lage                 | Baujahr         | Beschreibung | Bild            |
| ----------- | -------------------- | --------------- | --- | --------------- |
| Hofanlage   | Hinterbergweg 4 Lage | 18. Jahrhundert | Streckhof, wohl aus dem 18. Jahrhundert; Krüppelwalmdachbau, teilweise Fachwerk, Scheune aus dem 19. Jahrhundert | Fotos hochladen |